# Lasmigona costata
Lasmigona costata är en musselart som först beskrevs av Rafinesque 1820.  Lasmigona costata ingår i släktet Lasmigona och familjen målarmusslor. Inga underarter finns listade i Catalogue of Life.